# Angístri
Angístri ou Agístri (en grec moderne : Αγκίστρι) est une île grecque. Elle fait partie des îles Saroniques.
L'île a une superficie de 13,367 km2. Sa population est de 1 142 habitants (recensement de 2011) répartie dans trois villages : Mýlos ou Megalochóri (566 habitants), Skála (448 habitants) et Limenária (128 habitants).